# Sadie Percell
Sadie Percell, född den 5 mars 1972, är en svensk musiker, låtskrivare och dansare. Hon är bosatt i Stockholm.

## Biografi
Sadie Percell inledde sin karriär som dansare och förekom flitigt på scen i början av 1990-talet, då hon uppträdde med artister som Ace Of Base, Clubland, Dr Alban och Leila K. Percell medverkar bland annat i videon till Dr Albans internationella hit "Hello Africa".
Redan 1992 hade Sadie Percell debuterat som skivartist i eget namn, men det var först i mitten av 1990-talet som hon fokuserade helt på sången. Samarbetet med Clubland ledde till att Percell utvecklade en mer egen stil än på debuten, och 1995-1999 släpptes en rad framgångsrika singlar och två album (det första gavs ut i två versioner, den ena för den japanska marknaden). Musiken är R&B och soul av tidstypiskt amerikanskt snitt.
Efter musikkarriären har Percell studerat ekonomi, bland annat vid Handelshögskolan i Stockholm, och är idag verksam som finansanalytiker.

## Diskografi

### Album
- Sadie, Toshiba EMI Ltd, 1996
- Sadie, Clubvision Recordings, BMG, 1996
- All Or Nothing, BMG, 1999

### Singlar
- Nothing To Say, SweMix Records, 1992
- Dedicated To You, Clubvision Recordings, 1995
- All Night Long, Clubvision Recordings, 1996
- Just Can't Get Enough, Metronome, 1996
- Step Into The Light (Remixes), Clubvision Recordings, BMG, 1996
- Broken Hearted, BMG, 1999
- All About You, BMG, 1999